# تیم ریدیوشک
تیم ریدیوشک (انگلیسی: Team RadioShack) یک تیم دوچرخه‌سواری در کشور ایالات متحده آمریکا بوده.
این تیم در سال ۲۰۰۹ تأسیس و در سال ۲۰۱۱ منحل شده‌است.

## نگارخانه

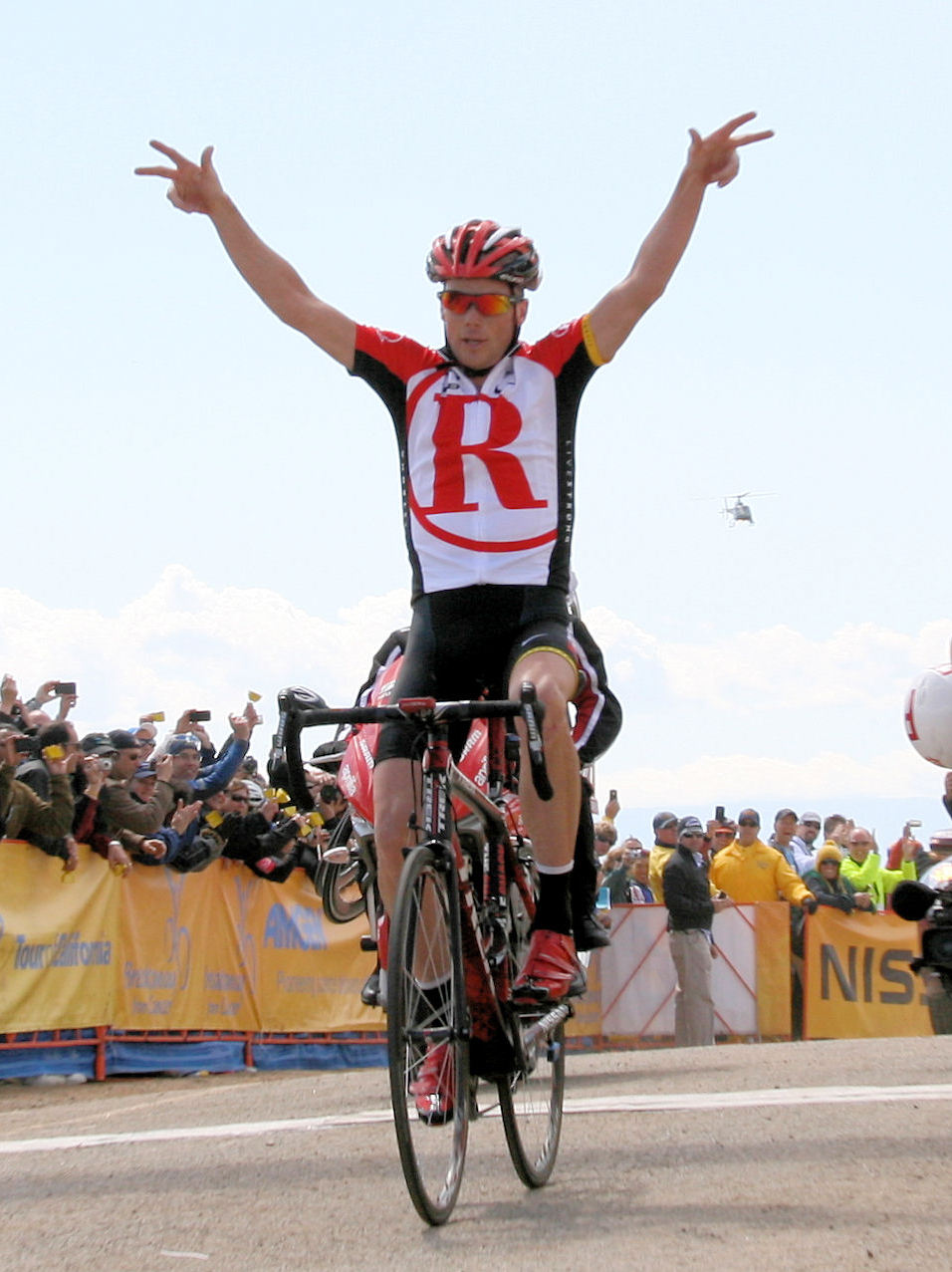
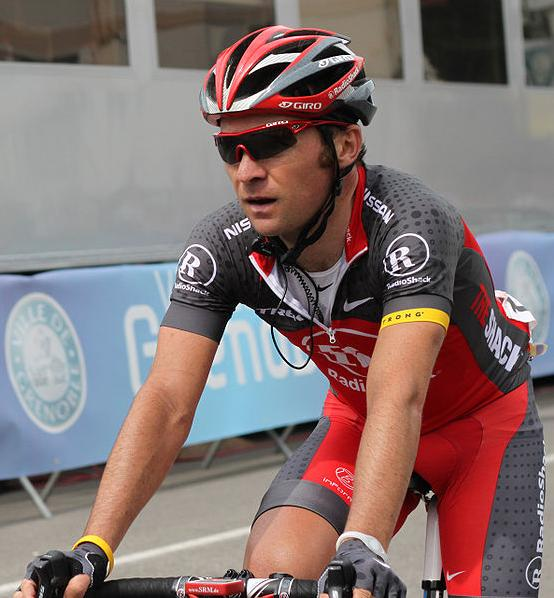
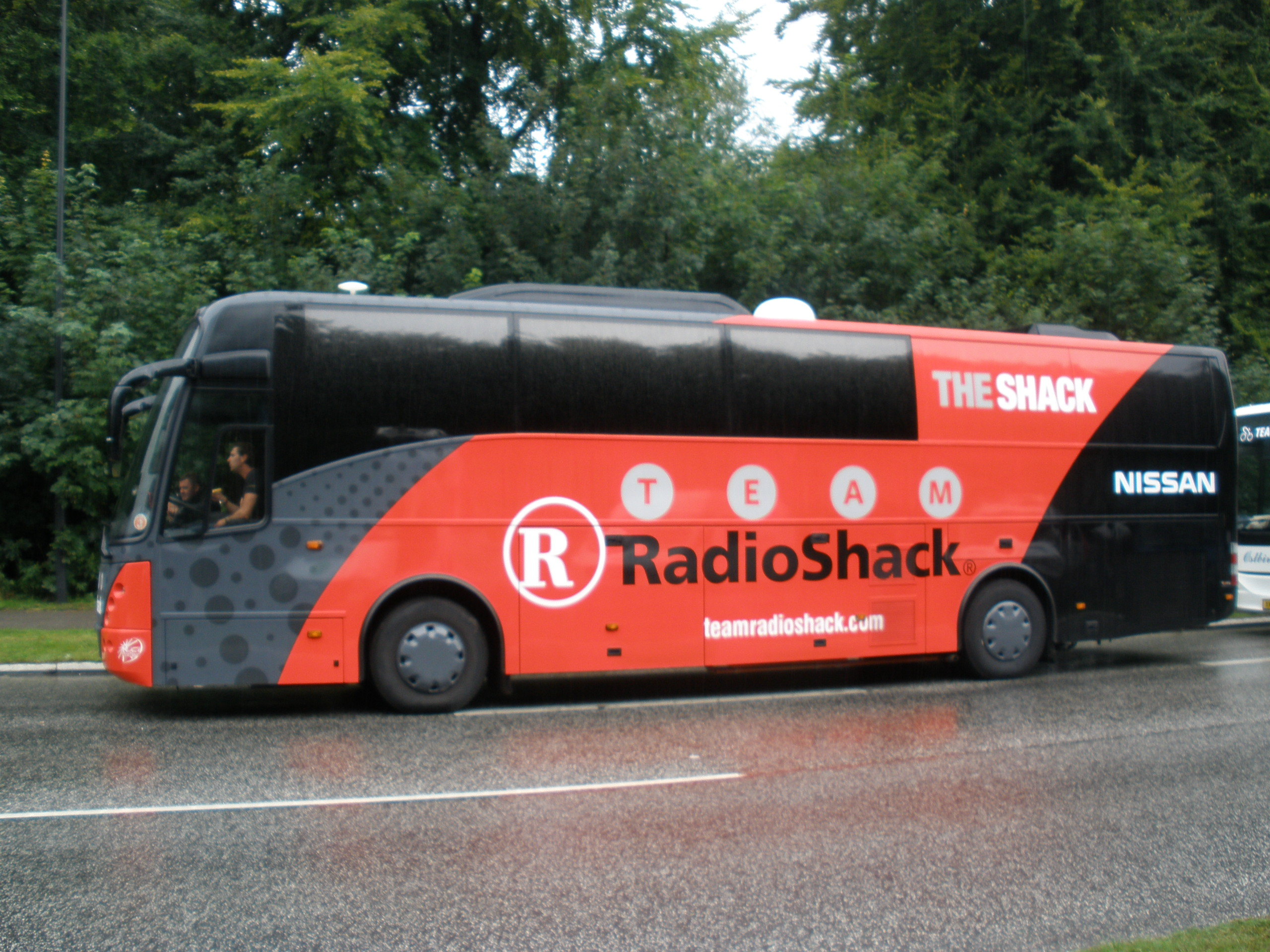

## دوچرخه‌سواران در سال ۲۰۱۱
|                         | نام                     | تاریخ تولد              |
| ----------------------- | ----------------------- | ----------------------- |
| یانز برایکوویچ (SLO)    | یانز برایکوویچ (SLO)    | ۱۸ دسامبر ۱۹۸۳ (۲۸ سال) |
| متیو بوش (USA)          | متیو بوش (USA)          | ۹ مه ۱۹۸۵ (۲۶ سال)      |
| بن هرمانس (BEL)         | بن هرمانس (BEL)         | ۸ ژوئن ۱۹۸۶ (۲۵ سال)    |
| کریس هورنر (USA)        | کریس هورنر (USA)        | ۱۰ نوامبر ۱۹۷۱ (۴۰ سال) |
| بن کینگ (USA)           | بن کینگ (USA)           | ۲۲ مارس ۱۹۸۹ (۲۲ سال)   |
| آندریاس کلودن (GER)     | آندریاس کلودن (GER)     | ۲۲ ژوئن ۱۹۷۵ (۳۶ سال)   |
| میخاو کفیاتکوفسکی (POL) | میخاو کفیاتکوفسکی (POL) | ۲ ژوئن ۱۹۹۰ (۲۱ سال)    |
| مارکل ایریزار (ESP)     | مارکل ایریزار (ESP)     | ۵ فوریه ۱۹۸۰ (۳۱ سال)   |
| لوی لایفایمر (USA)      | لوی لایفایمر (USA)      | ۲۴ اکتبر ۱۹۷۳ (۳۸ سال)  |

|                      | نام                  | تاریخ تولد               |
| -------------------- | -------------------- | ------------------------ |
| ژوفروآ لوکاتر (FRA)  | ژوفروآ لوکاتر (FRA)  | ۳۰ ژوئن ۱۹۸۱ (۳۰ سال)    |
| جیسون مک‌کارتنی (USA) | جیسون مک‌کارتنی (USA) | ۳ سپتامبر ۱۹۷۳ (۳۸ سال)  |
| رابی مک‌یوئن (AUS)    | رابی مک‌یوئن (AUS)    | ۲۴ ژوئن ۱۹۷۲ (۳۹ سال)    |
| گرگوری راست (SUI)    | گرگوری راست (SUI)    | ۱۷ ژانویه ۱۹۸۰ (۳۱ سال)  |
| سباستین روسلر (BEL)  | سباستین روسلر (BEL)  | ۱۵ ژوئیه ۱۹۸۱ (۳۰ سال)   |
| ایوات رونی (RUS)     | ایوات رونی (RUS)     | ۳۰ سپتامبر ۱۹۸۷ (۲۴ سال) |
| بیورن سلاندر (USA)   | بیورن سلاندر (USA)   | ۲۸ ژانویه ۱۹۸۸ (۲۳ سال)  |
| آیمر سوبلدیا (ESP)   | آیمر سوبلدیا (ESP)   | ۱ آوریل ۱۹۷۷ (۳۴ سال)    |